# Мачин, Пабло
Па́бло Мачи́н Ди́ес (исп. Pablo Machín Díez; род. 7 апреля 1975, Сория, Кастилия и Леон) — испанский футбольный тренер.

## Биография
Карьеру игрока провёл в клубе «Нумансия» в амплуа правого защитника, но уже в 23 года вынужден был завершить карьеру из-за травмы колена.
В 2000 году начал работать в группе тренеров молодёжного состава «Нумансии», затем в её втором составе. В 2007—2011 годах был помощником главного тренера «Нумансии», затем сменил Хуана Карлоса Унсуэ во главе команды и руководил клубом на протяжении двух сезонов.
В марте 2014 года утверждён главным тренером клуба «Жирона». 17 августа 2017 года, после выхода клуба в Ла Лигу, продлил контракт до июня 2019 года.
28 мая 2018 года Мачин возглавил «Севилью», с которой подписал контракт на два года. 15 марта 2019 года клуб отправил тренера в отставку. Причиной отставки стали неудовлетворительные результаты команды в 2019 году. На момент отставки команда занимала 6 место в чемпионате Испании. Накануне, 14 марта 2019 года, «Севилья» выбыла из розыгрыша Лиги Европы, уступив на стадии 1/8 финала пражской «Славии».

## Достижения
Как тренера
- Тренер года в Сегунде: 2014/15[7]